# Venelli

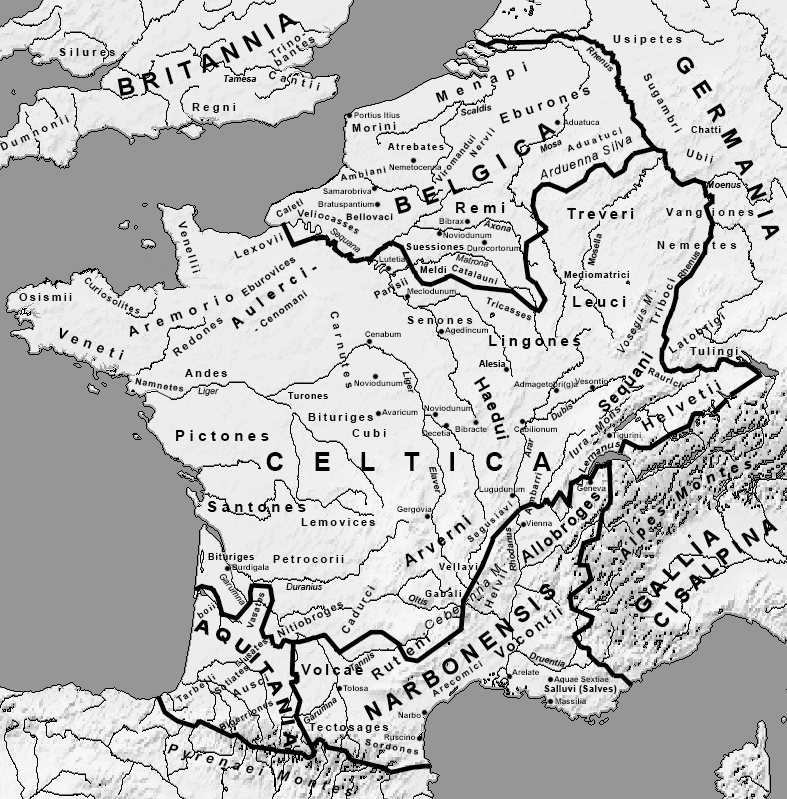
Gallië rond 54 v.Chr., met het gebied van de Venelli aangegeven

De Venelli, Veneli of Unelli waren een Gallische volksstam, die ten tijde van hun onderwerping in 57 v.Chr. door Julius Caesar woonden in de Cotentin, het schiereiland aan de Kanaalkust dat het noordelijk deel uitmaakt van het huidige departement Manche, in de Franse regio Normandië. De Venelli werden door de Romeinen gerekend tot de Armoricaanse Galliërs.
Ten zuidoosten van hun leefgebied woonden de Baiocasses, in de westelijke Calvados, en ten zuiden de Abrincatui rond het tegenwoordige Avranches.
De hoofdplaats van de Venelli heette Cosedia; deze plaats werd als stad in 298 na Chr. naar toenmalig West-Romeins keizer Constantius Chlorus vernoemd tot Constantia, het huidige Coutances.
In de zomer van 57 voor Chr. werden de Venelli, evenals de overige Armoricaanse stammen, onderworpen door het Romeinse legioen van Publius Crassus, de oudste zoon van Crassus. Enkele maanden later schaarden de Venelli zich achter de opstand onder leiding van de Veneti. De Venelli vielen, versterkt door de Aulerci Eburovices en de Lexovii, de drie legioenen van Romeins legaat Quintus Titurius Sabinus aan op het gebied tussen Vire en Avranches. Dit Armoricaanse coalitieleger onder leiding van de Venellische leider Viridovix werd echter verslagen, na een aanval van hen op het Romeinse legerkamp.
Vijf jaar later, in 52 voor Chr., namen de Venelli evenals het merendeel van de Gallische stammen, deel aan de grote coalitie die vergeefs trachtte Alesia onder Vercingetorix te ontzetten van het Romeinse beleg. Volgens Julius Caesar werden hiertoe drieduizend Venelli opgeroepen, naar verhouding met andere Gallische stammen een overigens beperkt aantal.